# Perityleae
Perityleae je tribus glavočika u potporodici Asteroideae. Šest priznatih rodova

## Rodovi
1. Subtribus Galeaninae Panero & B. G. Baldwin
2. Galeana La Llave & Lex. (1 sp.)
3. Villanova Lag. (5 spp.)

- Subtribus Peritylinae Rydb.

1. Perityle Benth. (11 spp.)
2. Nesothamnus Rydb. (1 sp.)
3. Eutetras A. Gray (2 spp.)
4. Pericome A. Gray (2 spp.)
5. Galinsogeopsis Sch. Bip. (18 spp.)
6. Laphamia A. Gray (44 spp.)